# Praomys
Praomys és un gènere de rosegadors de la família dels múrids que viuen a l'Àfrica subsahariana. El pelatge és suau en totes les espècies, però algunes tenen els pèls llargs i d'altres els tenen curts.
Conté les següents espècies:
- Praomys coetzeei
- Praomys daltoni
- Praomys degraaffi
- Praomys derooi
- Praomys hartwigi
- Ratolí vellutat de Jackson (P. jacksoni)
- Praomys minor
- Praomys misonnei
- Praomys morio
- Praomys mutoni
- Praomys obscurus
- Praomys petteri
- Praomys rostratus
- Praomys tullbergi